# 六道河子站
六道河子站是一个京承线上的铁路车站，位于河北省承德市兴隆县六道河镇，建于1959年，目前为四等站，邮政编码为067303。目前客运：办理旅客乘降；行李、包裹托运；货运：办理整车、零担货物发到；。